# Кошкино (Чебоксары)
Ко́шкино — бывшая деревня в Чебоксарском районе Чувашской АССР, вошедшая в состав города Чебоксары.

## История
Деревня появилась в конце XVI — середине XVII веков: первые поместья под Чебоксарами (на бывших землях ясачных чувашей) были розданы дворянам и детям боярским в 1560-х годах. В переписной книге 1649 года наряду с другими русскими селениями, возникшими за 70 предшествующих лет вокруг Чебоксар, в Подгородном стане:40-41 упоминается и помещичья деревня Кошкино:36.
По Переписной книге Чебоксарского уезда 1646 года за помещиком О. Д. Каловским числились: 

Поместье Осипа Дмитриева сына Каловского:
Деревня Кочакова. <…>
Деревня Кошкина, а в ней дворы бобыльские: 1) 1 бездетен; 2) 1 бездетен. — РГАДА, Ф. 1209
В Писцовой переписи 1684—1686 годов упоминался чебоксарский помещик П. И. Кошкин.
Позднее деревней владели дворяне, помещики Лакреевы-Пановы: Фёдор Андреевич Лакреев-Панов, секретарь Свияжской провинциальной канцелярии, и Сергей Фёдорович Лакреев-Панов, капитан артиллерии в отставке (1746, 1770-е гг.). В конце XVIII—XIX веке владельцы деревни — помещики Кожевниковы (Кожевников Степан Алексеевич, коллежский секретарь, титулярный советник; его жена, титулярная советница Кожевникова Прасковья, сын — подпоручик Кожевников Василий).
В 1930-е годы, в период коллективизации жители деревни объединились в сельскохозяйственную артель (Сельскохозяйственная артель им. Чапаева, 1936—1959).
В 1938 году Секретариатом Президиума Верховного Совета Чувашской АССР было внесено предложение о переименовании селения Кошкино Усадского сельского совета в селение Садовое, но переименования не произошло.
В 1939 году в соответствии с генеральным планом (разработан Горьковским крайпрогором) в городскую черту Чебоксар были включены земли 11 прилегающих к городу деревень Чебоксарского района: Набережная, Якимово, Банново, Соляное, Кнутиха, Будайка, Усадки, Заводская, Рябиновка, Новоилларионово, Сосновка, дополнительно — Кошкино, Завражная:264.
8 августа 1959 года деревня была исключена из списка населённых пунктов Чувашской АССР.

### Религия
В конце XIX — начале XX века жители деревни относились к приходу чебоксарской Покровской церкви Казанской епархии.

### Административно-территориальная принадлежность
В составе: Чебоксарской волости Чебоксарского уезда Казанской губернии (до образования в 1920 году Чувашской автономной области). До 1927 года в составе Чебоксарской волости Чебоксарского уезда Чувашской АО / Чувашской АССР, с 1 октября 1927 года — в Чебоксарском районе Чувашской АССР. 

Сельские советы: с 1 октября 1927 года — Усадский, после упразднения Усадского сельского совета, с 21 августа 1940 года до 8 августа 1959 года — Заводской.

## Население
| Год     | 1646     | 1746      | 1859 | 1897 | 1907 |
| ------- | -------- | --------- | ---- | ---- | ---- |
| Жителей | 2 (м.п.) | 29 (м.п.) | 119  | 155  | 170  |

## Уроженцы
- Чечнёв Владимир Иванович (1930, Кошкино, Чебоксарский район — 2004, Чебоксары) — организатор общественного питания. Работал поваром ресторана «Волга» (1948—1950), заведующим производством столовой при Чебоксарском ХБК (1959—1965) и ресторана «Чувашия» (1966—1980), заведующим производством, директором ресторана «Центральный» при Доме торговли (1980—1991). Автор книги «Приятного аппетита (Рыбные и фирменные блюда)» (1991). Заслуженный работник торговли РСФСР (1972). Награждён орденами Ленина, Трудового Красного Знамени, «Знак Почёта»[16].

## Комментарии
1. ↑  Указана численность крепостных помещика С. Лакреева